# Virgulă fixă
Este o reprezentare naturală care pune în evidenţă semnul, partea întreagă şi partea fracţionară a numărului. Dimensiunile locaţiei de memorie în care se reprezintă un număr în virgulă fixă este prefixată: 8, 16, 32 sau 64 de biţi. Pentru a putea fi reprezentate, numerele sunt convertite (automat) în baza 2.
În acest mod de reprezentare, bitul cel mai semnificativ este rezervat semnului (0 pentru + şi 1 pentru -). Urmează partea întreagă (mai exact cifrele părţii întregi ale valorii absolute a numărului) şi apoi partea fracţionară, ambele având dimensiuni (în biţi) prefixate. Pentru a se reprezenta un număr real, se consideră reprezentarea lui în baza 2. In locaţia de memorie sunt plasaţi biţii reprezentării, alinierea făcându-se la virgula virtuală. In cursul reprezentării sunt aplicate următoarele reguli:
– dacă partea întreagă a numărului are prea puţine cifre, se adaugă la stânga zerouri suplimentare;
– dacă partea întreagă are prea multe cifre, se pierd cifrele cele mai semnificative ce depăşesc spaţiul de reprezentare;
– dacă partea fracţionară are prea puţine cifre, se adaugă la dreapta zerouri nesemnificative;
– dacă partea fracţionară are prea multe cifre, se pierd cifrele cele mai nesemnificative care depăşesc spaţiul de reprezentare rezervat.
Poziţia virgulei este virtuală, fiind plasată după bitul 0 al părţii întregi şi înaintea bitului -1 al părţii fracţionare.